# Kazunori Yamauchi
Kazunori Yamauchi, född 5 augusti 1967, är en japansk speldesigner, professionell racerförare och VD av Polyphony Digital. Han är producent till Gran Turismo-serien.